# The Times of India

Перша сторінка газети

The Times of India («Таймс оф Індія») — одна з найпопулярніших та найавторитетніших газет Індії. За тиражем (2 400 тис. прим. у 2005 році) обійшла всі англомовні великоформатні газети у світі.
Як ранкова газета для британських підданих, що проживають в Індії, почала видаватися в Бомбеї 1838 року під назвою «The Bombay Times and Journal of Commerce». До 1851 року виходила двічі на тиждень, потім — щодня. У 1861 році була перейменована за аналогією з лондонською «The Times».
Після здобуття Індією незалежності нейтральний і ґрунтовний тон газети сприяв зростанню її престижу, особливо в колах інтелігенції. Редакційна політика газети, як правило, збігається з курсом індійського уряду.